# Vanjski kosi trbušni mišić
Vanjski kosi trbušni mišić (lat. musculus obliquus externus abdominis) je mišić koji čini bočni dio trbušne stijenke.  Mišić inerviraju: peti do dvanaesti međurebreni živac, lat. nervus iliohypogastricus i lat. nervus ilioinguinalis. Vanjski kosi trbušni mišić sudjeluje u disanju (pomoćni izdisač).

## Polaziše i hvatište
Mišić polazi s vanjske strane rebra (donjih osam, tj. 5. – 12.), te idu prema medijalno, dolje i naprijed. Dio niti se hvata za preponsku kost (srednje mišićne niti), dio za bočnu kost (stražnje mišićne niti), dok prednje niti čine tetivnu ploču (aponeuroza), koja je dio ovojnice ravnog trbušnog mišića. 
Određene mišićne niti ovog mišića križaju se sa snopovima najšireg leđnog mišića i prednjeg nazupčenog mišića. 